# ESPN.com
ESPN.com é o website oficial da ESPN e uma subdivisão da ESPN Inc. O site foi lançado em 1995 como ESPNet.SportsZone.com. O site tem várias seções: para a NHL, NFL, MLB, NBA, NASCAR, IRL, College, golfe e futebol; em janeiro de 2016, lançou uma versão direcionada aos eSports. O site passou incluir vídeos e notícias sobre a situação atual dos esportes eletrônicos, informações sobre a temporada passada e perfis dos principais gamers e transmitiu o campeonato americano de League of Legends.

## No Brasil
O registro mais antigo do domínio espn.com.br foi em outubro de 2000 quando o site da ESPN era hospedado pelo UOL.
A versão brasileira do site da ESPN tem uma grande relevância na história do Jornalismo online no Brasil. Os internautas poderiam  escolher as informações que queriam ter acesso, como dados sobre posições de jogadores, regras, hall da fama e histórico de um time ou esporte além de bastante uso de infográficos. Com o surgimento do site, houve uma convergência de mídia entre o televisor e a internet, fazendo surgir novas linguagens em sistemas multiplataformas e novas estratégias na produção de conteúdo e além de novas possibilidades para que o internauta  interagisse com a programação da emissora.. 
Em 2012, o site passa por uma reformulação em sua homepage, incluindo menus especiais das modalidades, de programas e dos clubes; o número de fotos e vídeos também tiveram aumento.
Em 2020, seis dos dez vídeos mais acessados pela ESPN no mundo todo, vieram do Brasil, colocando o país sendo o segundo mercado que mais consome a ESPN a nível mundial. Nos dias atuais, o portal da ESPN publica mais de cem vídeos por dia, dando destaques de eventos como a NFL, NBA, Premier League, La Liga e Copa Libertadores da América, além de trechos de programas jornalísticos da ESPN.